# República de Vermont
La República de Vermont (en inglés: Republic of Vermont), oficialmente Estado de Vermont, fue un Estado independiente en el actual estado de Vermont durante el período de independencia, desde la aprobación de la Constitución de la República el 8 de junio de 1777 hasta su ingreso en Estados Unidos el 4 de marzo de 1791. Su nombre anterior fue el de “República de Nueva Connecticut” y el posterior el de “estado de Vermont”.

## Independencia y Constitución
En 1764 el rey resolvió una disputa de tierras entre las provincias británicas de Nueva York y Nueva Hampshire que resolvió a favor de la primera. Los habitantes de la región no estuvieron de acuerdo con tal resolución y liderados por Ethan Allen y sus "Chicos de las Montañas Verdes" ("Green Mountain Boys"), durante la Revolución de Independencia de Estados Unidos reunieron una convención de representantes de los pueblos quienes declararon el 15 de enero de 1777 la independencia de la región, tanto de Gran Bretaña, como del Estado de Nueva York (y por ende de Estados Unidos), denominando la región como República de Nueva Connecticut, aunque por la influencia del grupo que organizó la independencia, se llamó coloquialmente como República de las Montañas Verdes ("Republic of the Green Mountains").
El 2 de junio siguiente, a iniciativa del Dr. Thomas Young, miembro de los Hijos de la Libertad y del Partido del Te de Boston ("Boston Tea Party"), mentor de Ethan Allen, sugirió que la república fuese llamada "Vermont", a partir del francés "les verts monts", en clara alusión al nombre de Montañas Verdes que se había popularizado.

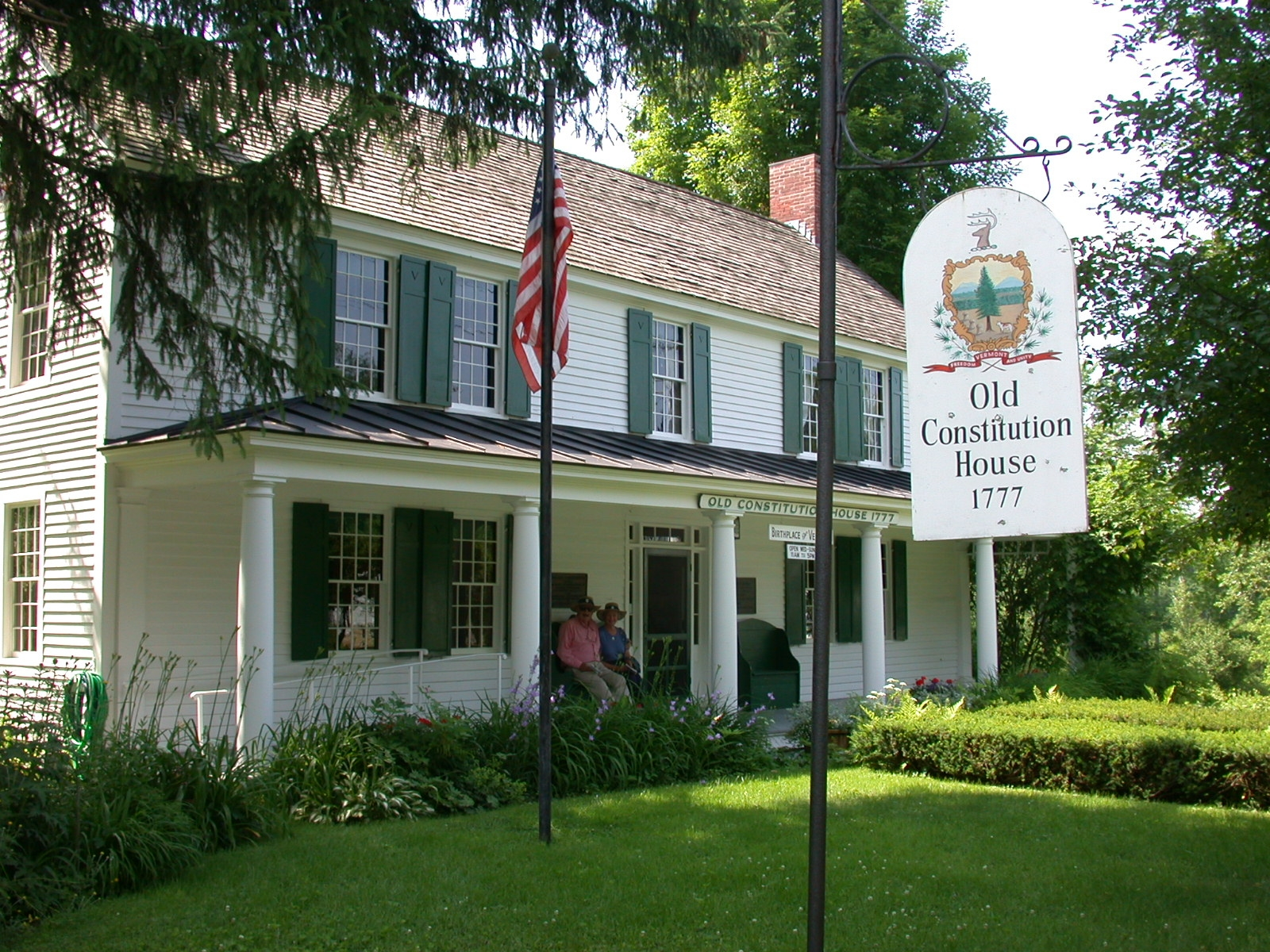
La Antigua Sede Constitucional, conocida como Windsor’s Tavern

El camino para la redacción de una Constitución arranca cuando el 4 de junio de 1777 se convoca una Convención Constitucional.
Finalmente, el 2 de julio de 1777, se reúnen 72 delegados en la taberna de Elijah West, posteriormente conocida como “La Casa de la Antigua Constitución” (Old Constitution House) en Windsor.
Los trabajos para elaborar la Constitución se basaron en la no nata Constitución de la Commonwealth de Pensilvania de 1776, inspirada por Benjamin Franklin, así como en la obra de Thomas Paine

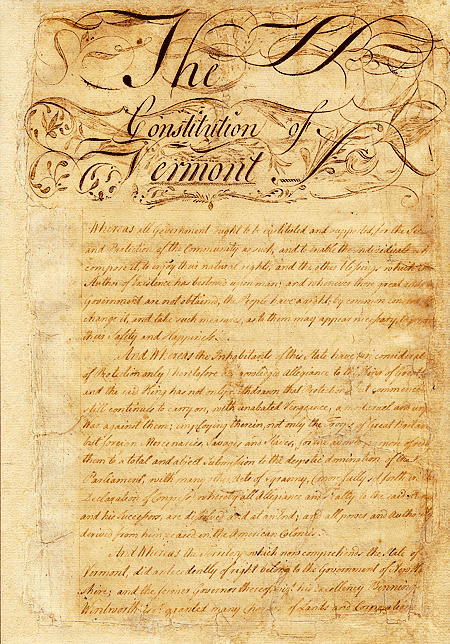
Manuscrito de la Constitución de Vermont de 1777

En la Constitución, se prevé un amplio catálogo de libertades y derechos ciudadanos, entre los que destacan:
- El sufragio universal masculino
- La abolición de la esclavitud
- La educación pública para hombres y mujeres.

Asimismo, se acordó basarse en las leyes de Connecticut y confiscar las propiedades de los tories lealistas probritánicos.
También se estableció la división de poderes:
- El Poder Ejecutivo, que inicialmente, es ejercido por un Consejo de Seguridad,[3] encabezado por Thomas Chittenden
- El Poder Legislativo que residía en la “Cámara de Representantes de los Hombres Libres de Vermont”, de carácter unicameral.
- El Poder Judicial.

Finalmente, y por instigación de Thomas Young, un destacado revolucionario estadounidense participante en el Motín del té en Boston, en una carta dirigida a la Convención, el 30 de junio de 1777, se adopta para el Estado la nueva denominación de República de Vermont, en honor de los Green Mountains Boys.
Ante la ofensiva británica, la Constitución se proclama el 8 de julio de 1777, siendo la primera Constitución escrita del mundo.
El Poder Ejecutivo se encomienda al Consejo de Seguridad, encabezado por Thomas Chittenden, pero los acontecimientos impidieron la convocatoria de elecciones para el legislativo, por lo que hubo que volver a reunir la Asamblea para ello, estableciendo las elecciones para 1778. 
La primera capital fue Windsor, trasladándose posteriormente a Castleton.

## Intervención en la Revolución Americana
Aunque los problemas con Massachusetts, Nuevo Hampshire y Nueva York, que tenían reclamaciones sobre el territorio, impidieron que la República Vermont pudiera participar en el Segundo Congreso Continental – por veto expreso de Nueva York— ello no llevó a la retractación de la subordinación de la Milicia de Vermont al Ejército Continental, y las tropas de la República de Vermont (como anteriormente las de la República de Nueva Connecticut), fueron activas durante la Revolución de las Trece Colonias.
El episodio más destacado es la contribución de los Green Mountain en la decisiva Batalla de Bennington, en la que el 16 de agosto de 1777, tropas de Nueva Hampshire, Massachusetts y los Green Mountain Boys derrotaron a las tropas británicas, y que fue decisiva para la intervención francesa en el conflicto. 
En 1779, en el contexto de incursiones de indios aliados de Gran Bretaña y resistencia de colonos pro-neoyorquinos, Vermont procedió a la expulsión de colonos procedentes de Nuevo Hampshire.
Ese mismo año de 1779, Gran Bretaña, a través del Gobernador de Canadá Frederik Haldimand, hizo una propuesta de paz a Vermont, que fue transmitida por el presidente Thomas Chittenden a la Cámara de Representantes recordándoles que eran libres de aceptarla o rechazarla.
La Corona británica contactó con la república de Vermont en enero de 1781, en el contexto de la crisis de reclamaciones con Nuevo Hampshire y Nueva York.
En las negociaciones, llevada a cabo en Nueva York, cuartel general de las tropas británicas, los representantes de la República de Vermont fueron Ethan Allen y su hermano Ira Allen (cabeza de los terratenientes del Norte del Estado no opuestos a la integración en los dominios británicos), que consiguieron:
- La promesa de considerarla como provincia de Vermont;
- Un tratado de libre comercio con la provincia de Quebec
- El mantenimiento de la Milicia Revolucionaria de Vermont como Milicia Territorial y
- El reconocimiento de los títulos de propiedad de los colonos.

Paralelamente a las negociaciones con los británicos, el presidente Chittenden ofrecía a Connecticut y Nueva York (en este caso a cambio del cese de las reclamaciones territoriales) estrechar la alianza con Vermont.
Las negociaciones se rompieron merced a una fracasada incursión británica en 1781 que intentaba recuperar Fuerte Ticonderoga, que sirvió como excusa después de la rendición de Charles Cornwallis en el sitio de Yorktown el 19 de octubre de 1781 ante las tropas combinadas franco-estadounidenses.
Finalmente, el Tratado de París o Versalles del 3 de septiembre de 1783 que consideraba el territorio en que se erigía la República de Vermont como parte integrante de los territorios a evacuar en las Trece Colonias.

## Política interna: el predominio de Thomas Chittenden

### Organización de la República

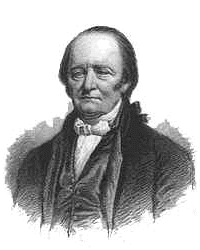
Thomas Chittenden

El Poder Ejecutivo fue ejercido, casi monopolísticamente, por el personaje político dominante Thomas Chittenden, aunque el poder en la sombra estaba en manos del grupo de Ethan Allen (sus hermanos Ira Allen y Heman Allen y su primo Seth Warner:
- 8 de julio de 1777 – 13 de marzo de 1778, Thomas Chittenden preside el Consejo de Seguridad (Órgano del Poder Ejecutivo entre la proclamación de la Constitución y la creación de la Presidencia);
- 13 de marzo de 1778 – 13 de octubre de 1789, Thomas Chittenden Presidente,
- 13 de octubre de 1789 – 20 de octubre de 1790, Moses Robinson Presidente,
- 20 de octubre de 1790 – 4 de marzo de 1791, Thomas Chittenden, Presidente (mantuvo el puesto como Gobernador del Estado de Vermont una vez acaecido el ingreso en los Estados Unidos).

El 13 de marzo (segundo jueves del mes) de 1778, se reunió la Cámara de Representantes, que recibió el nombramiento de Thomas Chittenden como Jefe del Consejo de Seguridad y su nombramiento como Presidente de la República. Posteriormente se procedería a revisar y confirmar la Constitución.
La organización del aparato judicial se derivó de una ley de 1784 que habilitaba al Gobernador para habilitar jueces de Paz en las poblaciones
Asimismo se tomaron medidas que ampliaban o desarrollaban derechos:
- En 1779 se aprobó el derecho pleno de propiedad para las mujeres.
- En 1786, la Cámara de Representantes aprobó el “Act to Prevent the Sale and Transportation of Negroes and Malattoes Out of This State.” (Ley para prevenir la venta y transporte de negros y mulatos fuera del Estado[13]

### Desarrollo económico

#### Moneda
La república de Vermont fue el primer estado independiente americano que autorizó el establecimiento de una ceca.
El 10 de junio de 1785 la Cámara de Representantes recibió la petición para establecer una ceca, aprobada el 15 de junio, previo depósito de una fianza (que se realizó el 16 de junio) de 5.000 libras autorizando a acuñar moneda de cobre (los “Vermont coppers”) a partir del 1 de julio y con un monopolio de dos años.
Dado que el peso original legalmente estipulado de la moneda (un tercio de una onza troy o 160 granos) era superior a los peniques circulantes, el 27 de octubre de 1785 se rebajó ( a 111 granos).
El 23 de octubre de 1786, ante el cercano fin del monopolio de acuñación, se pidió la ampliación del mismo, que fue aprobada al día siguiente, el 24 de octubre, ampliando la concesión por ocho años, a contar desde el 1 de julio de 1787.

#### Otras medidas
Las preocupaciones por impulsar el desarrollo del estado se plasmó en una Ley de 1787 que favorecía la cría de ovejas y el trabajo del lino.
Otra de las medidas llevadas a cabo fue la creación de un Sistema Postal público.

### Problemas con losnativo-americanos
Los problemas graves con los nativos americanos, pertenecientes a la Confederación Iroquesa, acabaron tras la última Gran Incursión de 1780 que arrasó Royalton, inducidos por los británicos. Con el fin de la guerra de Independencia de Estados Unidos, estos les retiraron su apoyo, y no volvió a haber grandes disturbios.

## Relaciones internacionales
La República de Vermont, tuvo relaciones diplomáticas con Francia, Países Bajos y, con más dificultades, con el Congreso de Filadelfia.
Las principales líneas de la política exterior de la República de Vermont, fueron:
- Solucionar las reclamaciones territoriales de Nueva York, Massachusetts y Nuevo Hampshire definiendo los límites de la República;
- Llegar a un acuerdo comercial con Gran Bretaña en Canadá.
- Negociar el ingreso en los Estados Unidos

### Los límites de la República de Vermont
El único límite verdaderamente indiscutible de la República era el norte, establecido tanto por el Tratado de París de 1783 como por la existencia de la ciudad lealista de Saint Arman, lo que situaba la frontera en el paralelo 45° de latitud N.
Respecto a las reclamaciones de los estados estadounidenses la situación fue variable, con escasa intervención del Gobierno federal, que había asumido las resoluciones del Segundo Congreso Continental de reconocer los límites territoriales de tiempos coloniales.
Dentro del mismo Vermont hubo problemas derivados de los solapamientos territoriales entre las Cartas de Concesión o de Garantía británicas. Así, el estudio de la Carta de Nuevo Hampshire desveló que sus límites quedaban a sesenta millas del atlántico, por lo que varias poblaciones, nunca reclamadas por Nueva York, de la orilla Este del río Connecticut encabezadas por Hanover buscaron su anexión a Vermont (principalmente por la menor fiscalidad), lo que se llevó a cabo en 1778.
Además, en 1779, muchos de los habitantes del condado de Windham rendían obediencia a Nueva York.
Sin embargo las diferencias de intereses con el resto del estado acabaron llevando a que los habitantes del río Connecticut se secesionaran como estado de Nueva Connecticut, intentando conectar con la tradición vermonteña de la República de Nueva Connecticut, aunque la inviabilidad del proyecto hizo que Dresden encabezara en enero de 1781 una nueva integración tanto en la ribera este del río Connecticut como de la ribera Oeste del río Hudson, en Nueva York.
Paralelamente, se aprobó una Ley de Amnistía en febrero de 1781 para recuperar el condado de Windham (cuyos disidentes contaban con el apoyo de Nueva York, al que pagaban sus impuestos). Después de un plazo, fueron mandadas las tropas al mando de Ethan Allen
En abril de 1781, la Cámara de Representantes de Vermont convoca una convención en Cambridge para mayo de 1781 a fin de considerar que partes del condado de Gloucester, iban a ser anexionadas.
Por su parte, respecto al estado de Nueva Connecticut, inicialmente el gobernador Chittenden atendió las peticiones, y el 18 de julio de 1781 reclamó formalmente la zona, lo que reafirmó a Nueva York y Nuevo Hampshire en sus reclamaciones y en el veto al ingreso en Estados Unidos. Sin embargo, el 20 de agosto de 1781, el Congreso de los Estados Unidos requirió a Nueva York que cesara en sus reclamaciones contra Vermont.
En enero de 1782 George Washington envió una misiva al presidente Chittenden instando a renunciar a los territorios recién anexionados, lo que desembocó el 21 de febrero de 1782 en una votación por la que resignaba los nuevos territorios para intentar el ingreso en los Estados Unidos.

### Negociaciones con los Estados reclamacionistas

#### Negociaciones con Massachusetts

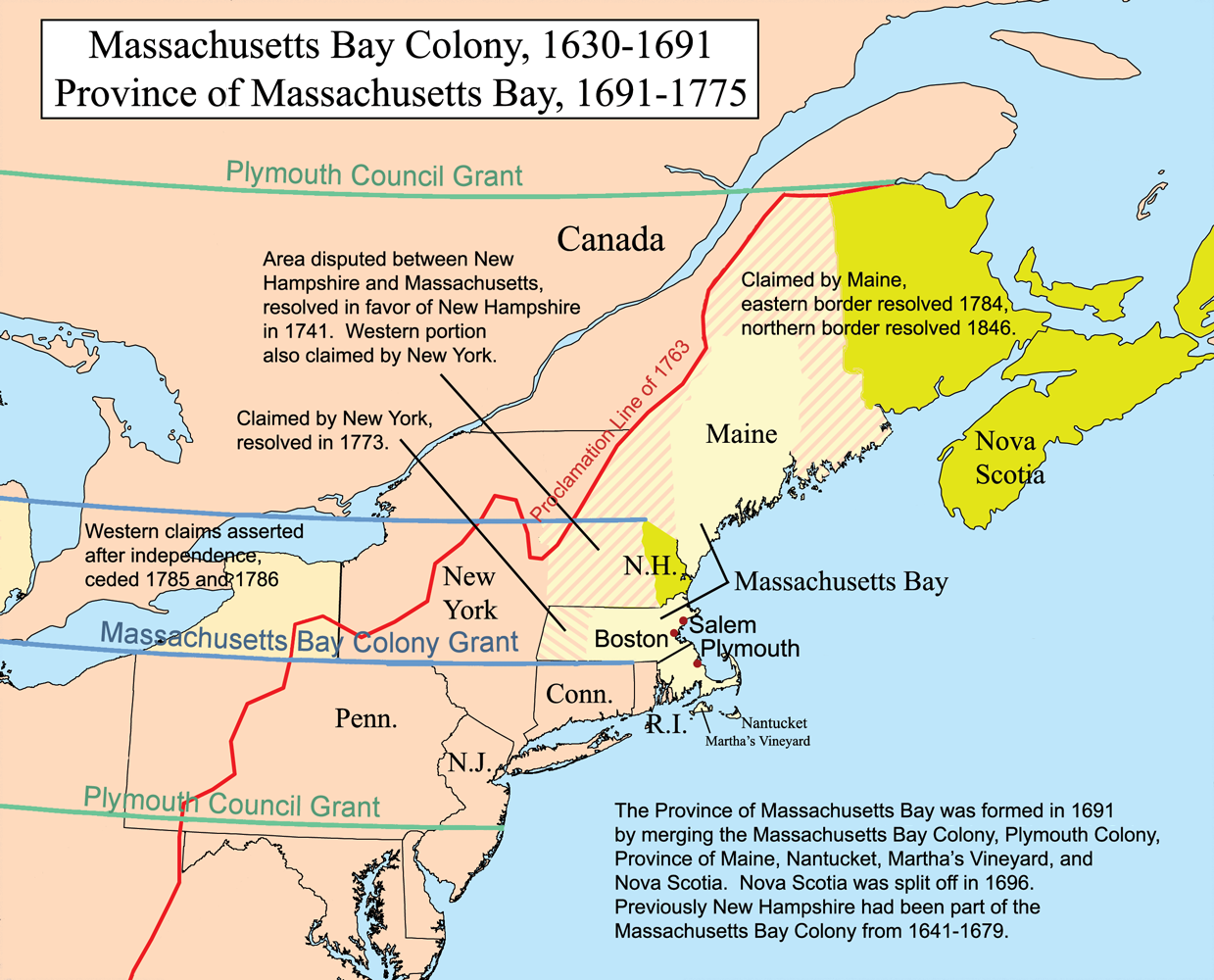
Reclamaciones territoriales de Massachusetts

Massachusetts, que se consideraba heredera de los derechos de la Colonia Real de Massachusetts, reclamaba aproximadamente la mitad Sur de Vermont, espoleada por las reclamaciones de Nueva York y Nuevo Hampshire. Sin embargo, en 1781, llegó a un acuerdo con Vermont (aunque no sería ratificado hasta 1785, después del acuerdo con Nuevo Hampshire.).

#### Negociaciones con Nuevo Hampshire

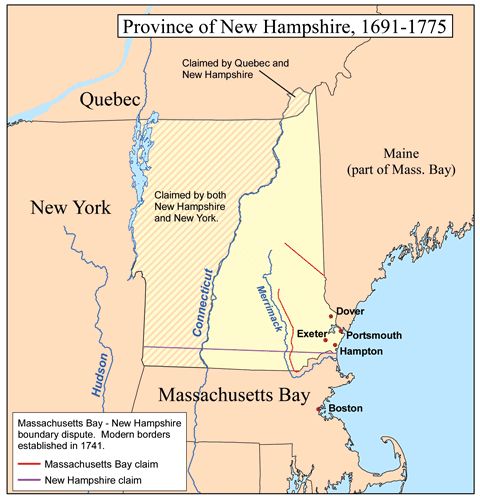
Reclamaciones territoriales de Nuevo Hampshire

Por su parte Nuevo Hampshire tuvo una política de constante reclamación, que el episodio de Nueva Connecticut no hizo sino exacerbar, y así la Cámara de Nuevo Hampshire intervino en 1782, amenazando incluso con el uso de la fuerza para reintegrar “Nueva Connecticut”.
Ante la situación, Vermont entró en negociaciones llegándose al reparto de Nueva Connecticut, quedando el río Connecticut como límite. En el año siguiente, la mayoría de los condados se reintegraron en Nuevo Hampshire, siendo Hanover el último en resignar, en 1784. Sin embargo los límites definitivos no fueron decididos hasta 1932 por una decisión federal.

#### Negociaciones con Nueva York[6]

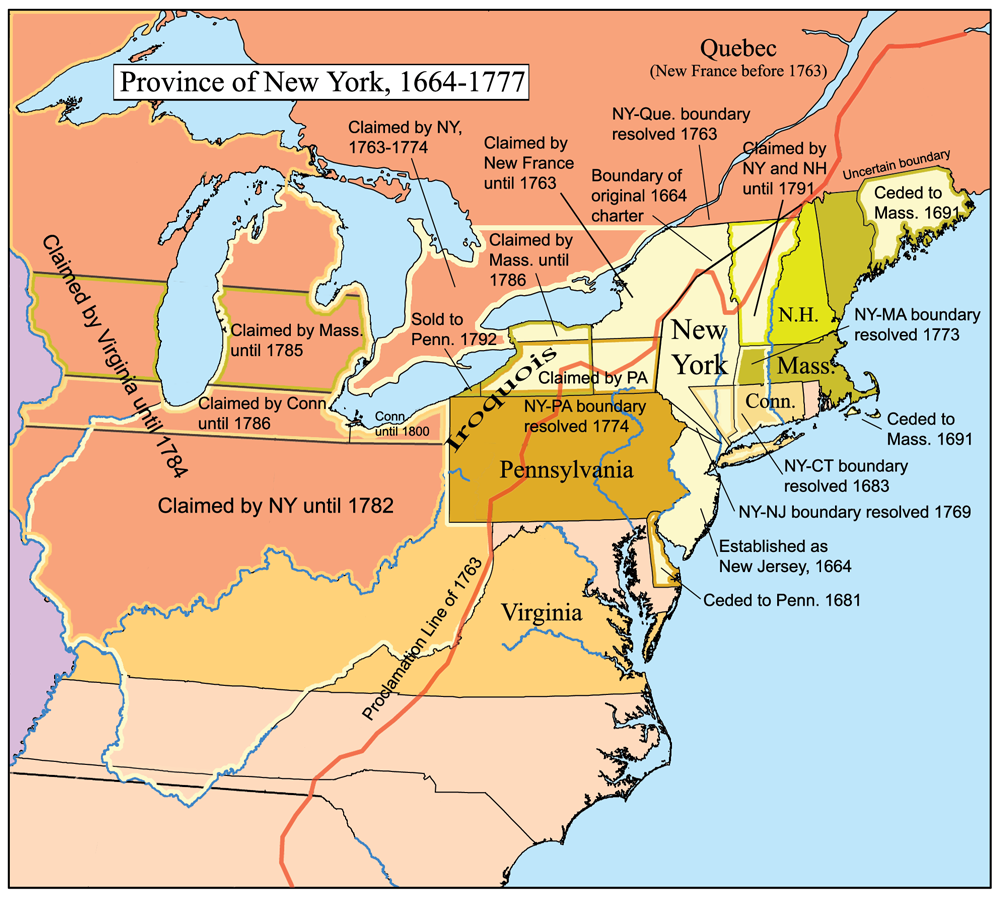
Reclamaciones territoriales de Nueva York

La postura de Nueva York fue la más contumaz, demostrada por ser la primera causa del veto a la República de Nueva Connecticut, antecesora de la República de Vermont, en el Segundo Congreso Continental.
La postura de Nueva York se apoyaba en una decisión Real de 1774, que no fue aceptada por los habitantes de la Concesión de Nuevo Hampshire, y en la decisión del Congreso Continental de reconocer las cartas británicas de Concesión.
Los acontecimientos secesionistas de Nueva Connecticut, que tuvieron su reflejo en las riberas del río Hudson, llevaron a que el 20 de agosto de 1781, Nueva York consiguiera que el Congreso de los Estados Unidos aprobara una Ley requiriendo a Vermont que cesara en sus reclamaciones y rechazaran la incorporación de los territorios del río Connecticut y Hudson como condición imprescindible para ingresar en la Unión.
El 15 de julio de 1789 Nueva York finalmente optó por permitir el reconocimiento de la independencia de la República de Vermont y entró en negociaciones. El 23 de octubre de 1789, la Cámara de Vermont envía delegados a Nueva York con vistas a llegar a un acuerdo.
El 7 de octubre de 1790, se llegó a un Acuerdo, y el 28 de octubre, la Cámara de Vermont acepta el acuerdo por el que Nueva York resignaba todas sus reclamaciones y a cambio Vermont pagaba 30.000 dólares al Tesoro de Nueva York como indemnización a particulares.
Finalmente, los límites definitivos entre Vermont y Nueva York se establecerían el 8 de junio de 1812.

### Ingreso en la Unión
Ya desde un principio, hubo gran parte de ciudadanos de Vermont que buscaron el ingreso como Estado en los Estados Unidos, a cuya independencia habían contribuido, pero los problemas de reclamaciones territoriales con Nueva York, Nuevo Hampshire y Massachusetts, que ya habían impedido (especialmente Nueva York) que Vermont tuviera representantes en el Segundo Congreso Continental también impedían su ingreso en los Estados Unidos.
Sin embargo la facción dominante (encabezada por Ethan Allen y los terratenientes del noroeste) abogaba por mantener los lazos comerciales con Canadá, y se oponían a la integración en Estados Unidos, y aunque el Tratado de París de 1783 acabó con la mayoría de sus posibilidades, en el contexto de la crisis con Nuevo Hampshire y Nueva York era una baza a jugar.
Sin embargo, la posterior solución de los problemas de reclamaciones territoriales debilitó al grupo de Allen y abrió el camino para el ingreso en Estados Unidos.
El camino hacia el ingreso, iniciado en 1777 ante el Segundo Congreso Continental, continuó toda la vida independiente de la República, fue sin embargo encargado al propio Ethan Allen, que el 9 de marzo de 1781 fue el encargado de enviar una petición formal al Congreso de Estados Unidos, que fue acompañada de su correspondencia con Gran Bretaña como medio de presionar.
La Ley de 20 de agosto de 1781, impulsada por Nueva York, impedía la integración sino se rechazaba las anexiones en los ríos Hudson y Connecticut. En consecuencia, La Cámara de Representantes de Vermont rechazó las condiciones.
En enero de 1782, intervino George Washington, enviando una misiva al Presidente Chittenden en que urgía el abandono de los territorios incorporados por Vermont, lo que fue aprobado el 21 de febrero de 1782 por la Cámara de Vermont. Feb. 21, 1782.
Sin embargo los problemas de reclamaciones territoriales continuaban como el mayor impedimento, hasta el punto que el 5 de diciembre de 1782 el Congreso de Estados Unidos aprobó una resolución amenazando con el uso de la fuerza, pese al rechazo de Washington.
Las interferencias de los Estados y el Congreso en la República de Vermont, tensaron las relaciones, como mostraba en una furibunda carta al Congreso de Estados Unidos el presidente Chittenden. quejándose de sus interferencias enviada el 26 de abril de 1784. La respuesta del Congreso fue remitirse al Comité que estudiaba el caso de Vermont, y que abogó por una respuesta positiva en un dictamen del 29 de mayo de 1784.
Pero la disolución del V Congreso de la Confederación el 3 de junio de 1784 pospuso la votación.
En los años siguientes, se llegará a Acuerdos con Massachusetts (1781), Nuevo Hampshire (1785) y Nueva York (1790), con lo que finalmente se eliminan los obstáculos para ingresar en la Unión.
La muerte de Ethan Allen el 12 de febrero de 1789, allanaría el camino para las negociaciones de ingreso.

Así el 6 de enero de 1791, se convocó una Convención en Bennington a fin de considerar la adopción de la Constitución de Estados Unidos, que el 10 de enero votó por 105 a 2 por adoptarla. Al tiempo, la Cámara de Representantes creó un Comité para negociar los términos de la admisión en Estados Unidos.

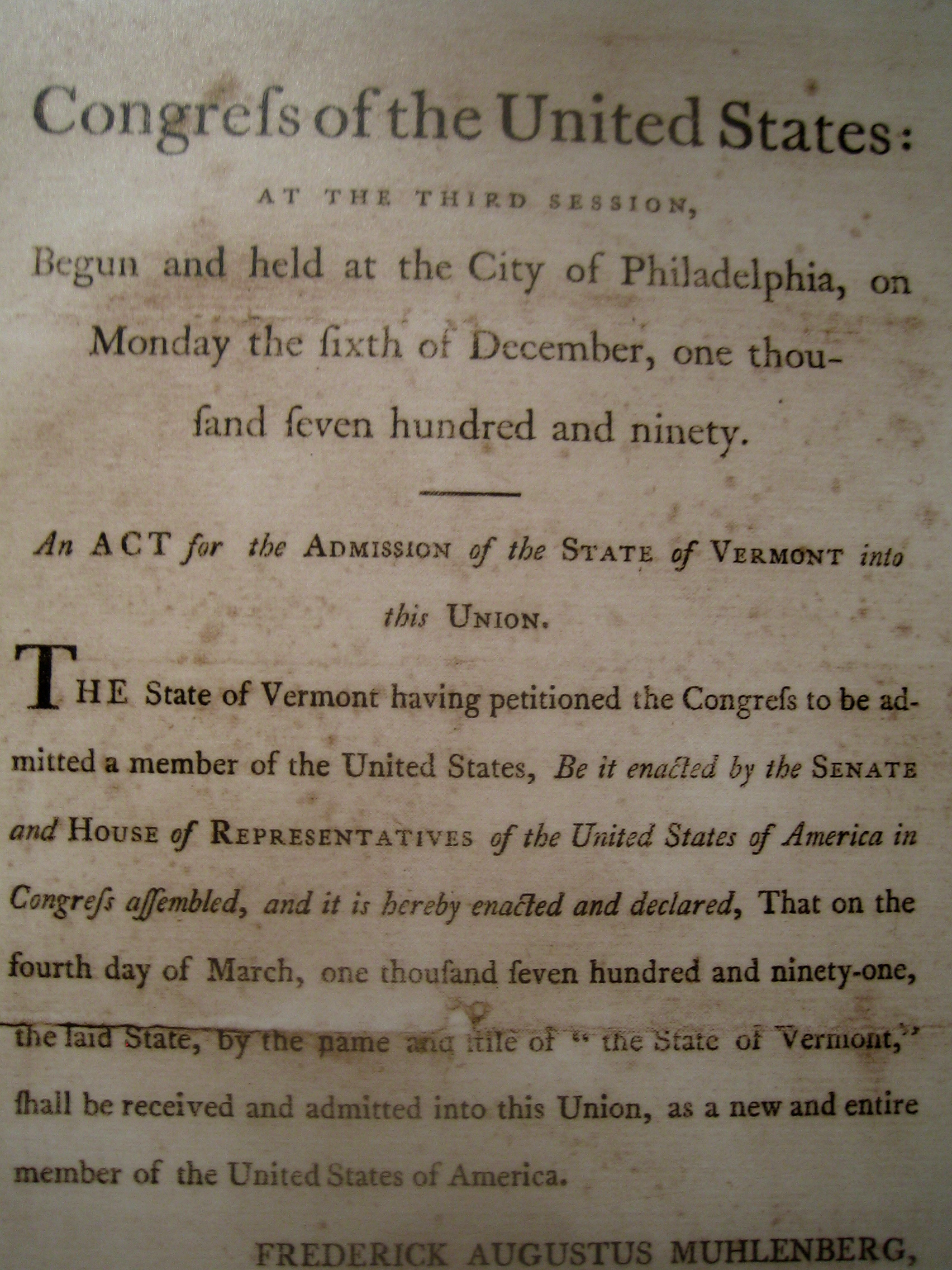
Acta del Congreso de Estados Unidos de 1791 admitiendo a Vermont en la Unión

El Congreso de Estados Unidos aprobó una Ley el 18 de febrero de 1791 por la que: “ el 4 de marzo de 1791, el dicho Estado, con el nombre de Estado de Vermont, será recibido en esta Unión como un nuevo y completo miembro de los Estados Unidos de América”.
Así, el 4 de marzo de 1791 la República de Vermont ingresó como decimocuarto Estado en los Estados Unidos como Estado de Vermont, con el apoyo de los Estados del Norte (como contrapeso a la entrada del Kentucky esclavista), los pequeños Estados y los estados afectados por las “Concesiones de mar a mar” realizadas por la Corona británica en el siglo XVII.

## Cronología
- 4 de junio de 1777: convocatoria de una Convención Constitucional.
- 30 de junio de 1777; carta de Thomas Young que propone el nombre de República de Vermont, en honor de los Green Mountains Boys.
- 2 de julio de 1777: reunión de delegados “La Casa de la Antigua Constitución” (Old Constitution House).
- 8 de julio de 1777: Proclamación de la Constitución (la primera Constitución escrita del mundo).
- 8 de julio de 1777 – 13 de marzo de 1778: Thomas Chittenden preside el Consejo de Seguridad.
- 16 de agosto de 1777: Batalla de Bennington.
- 1778: elecciones.
- 1778: Hanover y otras poblaciones del Este del río Connecticut se integran en Vermont.
- 13 de marzo de 1778 – 13 de octubre de 1789: Thomas Chittenden Presidente,
- 1779: los habitantes del condado de Windham se decantan por Nueva York.
- 1779: expulsión de colonos procedentes de Nuevo Hampshire.
- 1779: se aprueba el derecho pleno de propiedad para las mujeres.
- 1779: el gobernador de Canadá Frederik Haldimand hace propuestas para la Unión Canadiense.
- 1780: última Gran Incursión de nativoamericanos en la Confederación Iroquesa.
- 1780: los habitantes del río Connecticut se secesionaran de Vermont como Estado de Nueva Connecticut.
- enero de 1781: Dresden encabeza la reintegración del Este del río Connecticut.
- enero de 1781: Gran Bretaña contacta con la república de Vermont. Inicio de las negociaciones con los británicos. El Presidente Chittenden ofrece a Connecticut y Nueva York estrechar la alianza con Vermont.
- febrero de 1781: Ley de Amnistía para recuperar el condado de Windham.
- 9 de marzo de 1781: Ethan Allen encargado de enviar una petición formal al Congreso de Estados Unidos para el ingreso.
- abril de 1781: convocatoria de una Convención en Cambridge para la integración del condado de Gloucester en Vermont.
- mayo de 1781: Convención de Cambridge.
- 18 de julio de 1781: Vermont reclama oficialmente los territorios del “Estado de Nueva Connecticut”.
- 20 de agosto de 1781: Nueva York consigue que el Congreso de los Estados Unidos aprobara una Ley requiriendo a Vermont el rechazo a la incorporación de los territorios del río Connecticut y Hudson.
- 19 de octubre de 1781: capitulación de Charles Cornwallis en el sitio de Yorktown.
- 20 de agosto de 1781: el Congreso de Estados Unidos requirió a Nueva York el cese de sus reclamaciones contra Vermont.
- 1781: incursión británica para recuperar Fuerte Ticonderoga y ruptura de las negociaciones.
- 1781: Acuerdo con Massachusetts de renuncia a sus pretensiones sobre la mitad Sur de Vermont.
- 1782: La Cámara de Nuevo Hampshire amenaza con el uso de la fuerza para reintegrar el “Estado de Nueva Connecticut”
- enero de 1782: George Washington envía una misiva al Presidente Chittenden instando a renunciar a los territorios recién anexionados.
- 21 de febrero de 1782: Vermont renuncia a la anexión prevista.
- 1782: Negociación con Nuevo Mapshire para la devolución de Nuevo Connecticut. Límites en el río Connecticut.
- 5 de diciembre de 1782: el Congreso de Estados Unidos aprobó una resolución amenazando con el uso de la fuerza para evitar anexiones por Vermont.
- 1783: la mayoría del “Estado de Nueva Connecticut” reconoce la jurisdicción de Nuevo Hampshire.
- 3 de septiembre de 1783. Tratado de París o Versalles.
- 1784: Hanover reconoce la jurisdicción de Nuevo Hampshire: acaba la recuperación de Nueva Connecticut.
- 26 de abril de 1784: Carta de Thomas Chittenden al Congreso de Estados Unidos denunciando sus interferencias.
- 1784: Ley de habilitación presidencial de Jueces de Paz.
- 29 de mayo de 1784: el Comité del Congreso para el ingreso de Vermont aprueba la moción.
- 1785: Confirmación del Acuerdo con Massachusetts de renuncia a sus pretensiones sobre la mitad Sur de Vermont.
- 10 de junio de 1785: petición a la Cámara de Representantes de permiso para establecer una ceca.
- 15 de junio de 1785: permiso para la ceca.
- 1 de julio de 1785: inicio de la emisión de Vermont coppers.
- 27 de octubre de 1785: reforma de la moneda y bajada del peso.
- 23 de octubre de 1786: Petición de ampliación del monopolio de emisión de moneda.
- 24 de octubre de 1786: Aprobación de la Petición de ampliación del monopolio de moneda.
- 1786: Ley contra la trata y la esclavitud.
- 1787: Ley de impulso de la cría de ovejas y el trabajo del lino.
- 12 de febrero de 1789: muerte de Etha Allen.
- 15 de julio de 1789: Nueva York opta por permitir el reconocimiento de la independencia de la República de Vermont.
- 23 de octubre de 1789: la Cámara de Vermont envía delegados a Nueva York para un acuerdo.
- 13 de octubre de 1789 – 20 de octubre de 1790: Moses Robinson Presidente.
- 28 de octubre de 1789: la Cámara de Vermont acepta el Acuerdo de límites con Nueva York.
- 7 de octubre de 1790: Acuerdo de límites Nueva York-Vermont.
- 20 de octubre de 1790 – 4 de marzo de 1791: Thomas Chittenden, Presidente.
- 6 de enero de 1791: Convención en Bennington a fin de considerar la adopción de la Constitución de Estados Unidos.
- 10 de enero: la Convención de Bennington votó por 105 a 2 por adoptar la Constitución de Estados Unidos.
- 18 de febrero de 1791: Ley del Congreso de Estados Unidos para el ingreso de Vermont en la Unión.
- 4 de marzo de 1791: Ingreso en Estados Unidos. Thomas Chittenden, Gobernador.
- 8 de junio de 1812: límites definitivos entre Vermont y Nueva York.
- 1932: límites definitivos entre Nuevo Hampshire y Vermont.